# Башилов, Михаил Сергеевич (художник)
Михаил Сергеевич Башилов (1821—1870) — русский художник; иллюстратор Л. Н. Толстого и М. Е. Салтыкова-Щедрина и других классиков русской литературы.

## Биография
Михаил Башилов родился 18 октября 1821 года. Окончил Императорский Харьковский университет. В 1854 году он выставил картину и получил за нее вторую серебряную медаль. В 1866 году он экспонировал на выставке картину «Крестьянин в беде», которая находилась и на Всероссийской выставке в Москве 1882 года, уже после смерти автора. 
Известен прежде всего, как художник-иллюстратор, давший классические иллюстрации к комедии в стихах Александра Сергеевича Грибоедова «Горе от ума». 
Из прочих иллюстраций Михаила Сергеевича Башилова пользуются особенной известностью пятнадцать больших литографированных рисунков к произведениям Щедрина и более 30 к «Войне и миру». Последние были сделаны под наблюдением Л. Н. Толстого. Большая часть этих рисунков погибла во время пожара; уцелевшие были перенесены в Толстовский музей в Москве; некоторые из них опубликованы в «Голосе минувшего» (1913, сентябрь). М. С. Башилов участвовал также в ряде журналов («Зритель», «Будильник») в качестве карикатуриста.
Михаил Сергеевич Башилов скончался в 1870 году.
Его внук — советский физик Дмитрий Дмитриевич Галанин.